# Palacio de Villanueva
El palacio de Villanueva se encuentra situado en San Cucufate de Llanera, en el concejo asturiano de Llanera (España). En el siglo XIX era propiedad del marqués de San Esteban del Mar de Natahoyo, pasando luego a la familia del conde de Revillagigedo.

## Características
Responde al tipo de arquitectura nobiliaria desarrollada en el siglo XVII dentro del ámbito rural asturiano. El edificio tiene planta cuadrada de grandes dimensiones, que se estructura en tres crujías en torno a un patio interior con corredores de madera, que está desplazado hacia el norte, donde se cierra con una fachada.
Los materiales utilizados son mampostería para los muros, reservando la sillería para las esquinas, enmarque de vanos e impostas de separación de los pisos. La cubierta es a dos vertientes para el cuerpo central y a cuatro para las torres.
La fachada principal, orientada al sur, repite el esquema de estas grandes construcciones al disponer de un tramo central entre dos grandes torres ligeramente adelantadas en planta; el cuerpo central consta de dos pisos y las dos torres de cuatro pisos separados por impostas de sillares. 
La decoración queda reducida a los escudos de armas incrustados en el tercer piso de cada torre y a los dinteles en puertas y vanos.
Esta fachada se alarga lateralmente con la capilla que está adosada a la torre izquierda, de planta rectangular y cubierta con bóveda reforzada al exterior por grandes contrafuertes.
La fachada norte está formado por el muro de cierre y el corredor con balaustres torneados de madera sobre columnas de piedra que imitan el orden toscano y que configuran el patio bajo.
El espacio de la planta baja se destina a cuadras, almacenes, bodegas y vestíbulo del que parte la escalera monumental que da acceso al piso alto; en este, la distribución original está alterada, aunque conserva el salón que se abre a los tres balcones de la fachada principal.
Este monumento barroco fue declarado como Bien de interés cultural el 30 de marzo de 1995.
El 16 de mayo de 2012 fue incluido en la Lista Roja del Patrimonio de la asociación Hispania Nostra por su mal estado de conservación, siendo retirado de esta lista el 11 de febrero de 2019, gracias a los trabajos de restauración realizados que han permitido la consolidación del edificio: se han puesto tejados en las dos torres y en la zona central, se ha hormigonado la parte superior de los muros y se ha reconstruido la parte delantera.